# Cratérope rubigineux
Turdoides rubiginosa
Espèce
Synonymes
- Turdoides rubiginosus

Statut de conservation UICN

 LC  : Préoccupation mineure
Le Cratérope rubigineux (Turdoides rubiginosa) est une espèce de passereau de la famille des Leiothrichidae.

## Répartition
Cet oiseau vit en Éthiopie, au Kenya, en Ouganda, en Somalie, au Soudan et en Tanzanie.

## Habitat
Son habitat naturel est les zones arbustives sèches subtropicales ou tropicales.